# Поллиний

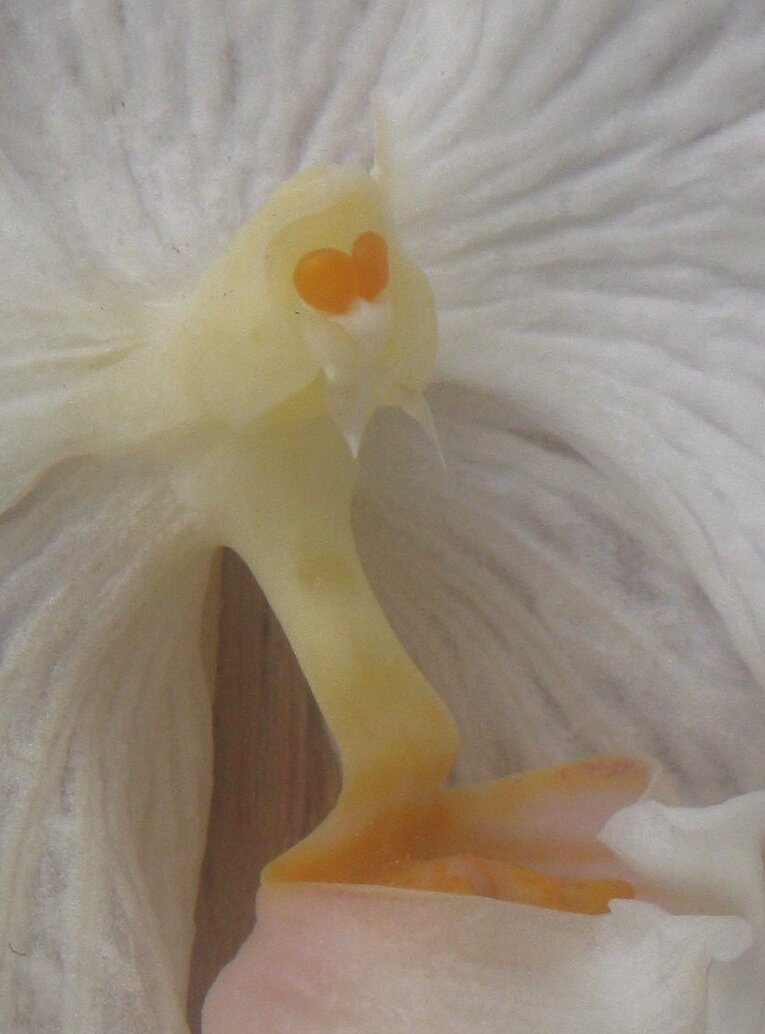
Поллинарий в цветке фаленопсиса

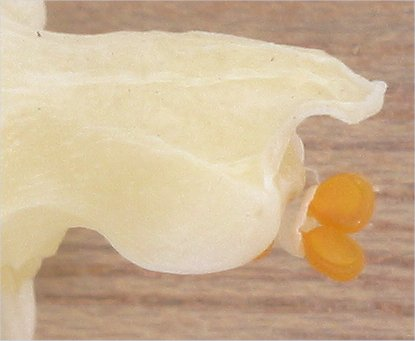
Поллинарий в цветке фаленопсиса

Полли́ний (лат. pollinium) — компактное образование мучнистой, восковой, или роговидной консистенции, возникающее при склеивании или слиянии всей пыльцы (или её части) в гнезде пыльника. При этом пыльцевые зёрна иногда теряют свою типичную оболочку, которая сохраняется лишь на наружной стороне внешних пыльцевых зёрен, слагающих поллиний.
Образование поллиниев характерно для большинства представителей семейства Орхидные. Одиночные поллинии характерны для некоторых видов Cypripedioideae. Обычно в цветке орхидных бывает 2, 4, 6, 8 поллиниев различной формы: нитевидной, округлой, грушевидной, угловатой и булавовидной.
Кауди́кула (лат. caudicula) — ножка поллиния, которая состоит из бесструктурного вещества полисахаридной природы — эластовисцина (elastoviscin) и образуется в пыльнике за счет стерилизации части пыльцы, после чего остается лежать в продольной складке теки пыльника, своей верхушкой соединяясь с прилипальцем.
Каудикула очень чувствительна к влажности воздуха и на её колебания реагирует изменением положения поллиния по отношению к поверхности рыльца.
Те́гула (лат. tegula) — ножка поллиния, которая образуется видоизменённой эпидермальной тканью клювика и отделяется при последующем разрушении его нижележащих тканей. Прилипальце формируется в этом случае верхушкой клювика.
Хаму́лус (лат. hamulus — в переводе с латинского — «маленький крючок») — ножка поллиния, которая образуется видоизменённой, обратно (внутрь) согнутой верхушкой клювика, покрытой эпидермисом со всех сторон и включающей обычно ряд слоев паренхимных клеток. Отделяется при завершении формирования прилипальца, которое образуется на сгибе клювика и, ослизняясь, механически отделяет хамулус от основной части клювика.
Прилипа́льце (лат. viscidium, retinaculum) — клейкий диск, который образуется тканью клювика и служит для прикрепления поллинария к телу опылителя.
Вместе с каудикулой и прилипальцем поллиний образует структуру, называемую поллинарий.
Поллина́рий (лат. pollinarium) — поллиний (поллинии), связанный со своей ножкой (каудикулой) и прилипальцем или только с прилипальцем, когда ножка у поллиния отсутствует.
У некоторых видов Catasetum и Mormodes поллинарий устроен так, что при прикосновении к нему насекомого-опылителя он «выстреливает» и прилипает к последнему. У многих видов орхидей опыляемых птицами, поллинии имеют черно-серую или зеленоватую окраску — под цвет клюва. По-видимому, ярко-жёлтые поллинии слишком выделялись бы на клюве; заметив их, птица счищала бы поллинии, не донеся по назначению.
Во время посещения цветка животным-посредником (это может быть насекомое или птица) поллинарий с помощью прилипальца плотно прикрепляется к его телу. Перелетая на соседний цветок, опылитель касается поллинием липкой рыльцевой ямки, ножка поллинария разрывается и происходит перекрёстное опыление.